# Љиљана Жикић Карађорђевић
Љиљана Жикић Карађорђевић (рођена Ђоговић, Крагујевац, 9. март 1957 — Љубенић, код Пећи, 1. април 1999) била је у цивилству инжењер организационих наука и добровац. Погинула је као добровољац Војске СР Југославије у току НАТО агресије на СР Југославију, 1999. године.

## Биографија
Рођена је 9. марта 1957. године у Крагујевцу као једно од троје деце (сестра Гордана и брат Богдан) Живка Ђоговића, возача из Херцеговине, и мајке Милице, рођене Жикић из села Жабара код Тополе. У младости је похађала музичку и балетску школу, а као девојчица била је ангажована у позоришту "Јоаким Вујић” у Крагујевцу. Након што су јој се родитељи развели, Љиљана је са мајком, братом и сестром дошла у село Жабаре да живи. У знак протеста што их је отац напустио, Љиљана је одбацила презиме Ђоговић, узела мајчино Жикић и још додала презиме своје рано преминуле бабе по мајци, Манојловић. Тако се Љиљана званично презивала Жикић-Манојловић. У Београд долази да студира. Студира и дипломира на Факултету организационих наука у Београду. Учествовала је на разним изборима за мис широм земље. Победила је на такмичењу за Мис СР Србије 1978. године, исте године ушла је у ужи избор за "Мис Југославије". Бавила се манекенством, а њен лик красио је часописе широм СФРЈ. Почетком осамдесетих година се опробала и на филму, играјући обнажена епизодне улоге у филмовима "Није него", "Тигар", Балкан експрес", "Грлом у јагоде".... Желела је да сними плочу, а себе је, најзад, нашла у писању поезије. Прва збирка њених песама зове се "Теби". Два пута се удавала и разводила и из тих бракова има шесторо деце (из првог брака Дени, Марко, из другог брака Дино, Мауро, Алберто, Дина).

## Карађорђевић
Принца Томислава Карађорђевића упознала је 1993. године, у храму Светог Саве на Врачару. После годину дана поново су срели у манастиру Милтон у Торонту, где је Љиљана дошла код сестре Гордане са намером да ту и остане. Љиљана је у Канади објавила збирку љубавних и дечијих песама. Постала је члан издавачке куће "Амбасадори мира" у САД и сваке године учествовала на Фестивалу песника. Учествовала је и говорила на многим митинзима које је организовала српска заједница а чији је циљ био указивање на положај Срба у Хрватској и БиХ. Њени наступи на канадској и америчкој телевизији и интервјуи у угледним листовима, поготово њене родољубиве песме које је читала или објављивала, доприносиле су афирмацији борбе Срба у Југославији за своја национална права. Године 1994. добила је песничку награду у Америци за родољубиву песму "Бранићу Србију и кад будем мртва". На овој награди јој је честитао и принц Томислав. У Србију се враћа 1995. када је сазнала да је принц Томислав тешко болестан. Одлази код њега на Опленац. У новинама је говорила о својој наводној вези са принцом Томиславом. Према Љиљаниним казивањима њихова љубав започела је маја 1996. године на Опленцу. Наводно су живели заједно годину дана на Опленцу, и да јој принц Томислав говорио да ће се развести од своје супруге принцезе Линде као да су се и њих двоје тајно верили 27. октобра 1996. године. Опленац је напустила крајем децембра 1996. када је наводно започео њихов разлаз због свађе око дочека Нове године. Љиљана је желела да њих двоје заједно прославе на Опленцу док је принц Томислав желио да оду у Београд. Након једног интервјуа уз које су биле приложене заједничке фотографије Љиљане и принца Томислава, огласио се и принц Томислав који је између осталог рекао: "Чуо сам и ја да постоји нека жена која стално прича да ће се удати за мене и већ себе назива "београдском принцезом". Знате, "београдска- принцеза" је особа која пише песме и оног тренутка кад сам схватио да наше дружење код ње прераста у нешто више, рекао сам јој да више не долази у Тополу. Та жена прича свашта о мојој супрузи Линди, напада је, а за себе каже да је принцеза Карађорђевић. Она јесте потомак Карађорђевића, али не директно, од Карађорђа, већ од његовог брата. Значи, на неки начин смо у сродству, тако да и кад бих хтео њоме не бих могао да се женим, јер православље не дозвољава такву врсту брака. Уме она да ме позове телефоном и да ми каже да сам кукавица." Љиљана је за овакав расплет догађаја кривила људе из принчеве околине.
Љиљана је свом презимену додала Карађорђевић. Према једној верзији презиме Карађорђевић је додала јер јој је даљи предак био Карађорђев рођени брат Марко, а према другој то је учинила због љубави према принцу Томиславу.

## Погибија
После одласка са Опленца уочи 1997. године, Љиљана је живела у свом стану у Будимској 36, у Београду. Посветила се писању поезије и прозе. Започиње и рад на свом аутобиографском роману "Корени". Након почетка агресије НАТО-а на СРЈ Љиљана се 28. марта 1999. пријављује као добровољац у Војску Југославије. Са једном групом добровољаца послана је у један камп за обуку у околини Београда. Потом је са својом добровољачком јединицом пребачена у Ниш, а потом и у Пећ. Погинула је као добровољац 125. моторизоване бригаде 1. априла 1999. године у близини села Љубенић код Пећи, приликом обављања борбеног задатка.
Постхумно је одликована Орденом заслуга у области одбране и безбедности првог степена.
Сахрањена је 10. априла 1999. у Жабарима.